# Лопес, Нарсисо
Нарси́со Ло́пес Родри́гес (исп. Narciso López Rodríguez; 18 августа 1928—1988) — мексиканский футболист, играл на позиции защитника. Участник чемпионата мира 1954 года.

## Биография

### Клубная карьера
В течение десяти сезонов Лопес играл за «Оро», но с этим клубом не выиграл никаких титулов. В 1958 году перешёл в «Гвадалахару», в составе которой выиграл два чемпионских титула и два трофея Чемпион чемпионов Мексики в 1959 году. В 1962 году стал игроком «Депортиво Насьональ», за который играл один сезон и в 1963 году закончил карьеру.

### Карьера в сборной
В составе сборной Мексики Лопес принимал участие на чемпионате мира 1954 года, где сыграл в двух матчах группового этапа со сборными Бразилии (0:5) и Франции (2:3).
Спустя два года играл на Панамериканском чемпионате 1956 года, где был основным игроком и принял участие в пяти матчах турнира. По итогам турнира сборная Мексики заняла 5-е место. Всего за сборную Мексики сыграл 10 матчей.

## Достижения
«Гвадалахара»
- Чемпион Мексики (2): 1958/59, 1959/60
- Обладатель Чемпион чемпионов Мексики (2): 1959, 1960